# Nieuwewereldvertaling van de Bijbel
De Nieuwewereldvertaling van de Bijbel is een Bijbelvertaling die is vervaardigd en wordt gebruikt door Jehova's getuigen en wordt uitgegeven door hun uitgeverij, het Wachttoren-, Bijbel- en Traktaatgenootschap. De vertaling hanteert de protestantse canon.
De eerste versie in het Engels verscheen in 1961. De Engelstalige Nieuwewereldvertaling (New World Translation of the Holy Scriptures) is op haar beurt geheel of gedeeltelijk vertaald in meer dan 160 talen in een totale oplage van ruim 220 miljoen exemplaren. De Nederlandse vertaling verscheen in 1963 (zie tabel hieronder).

## Eigen vertaling
Het leiderschap van Jehova's getuigen zag noodzaak tot het vervaardigen van een eigen vertaling omdat het van mening was dat de reeds bestaande Bijbelvertalingen "werden vervaardigd door geestelijken en zendelingen van religieuze sekten van de christenheid, en hun vertalingen in mindere of meerdere mate werden beïnvloed door de heidense filosofieën en onschriftuurlijke overleveringen die hun religieuze stelsels van het verleden hadden geërfd, alsook door de neiging tot hogere kritiek".
Vanwege de vertaalkeuzes die zijn gemaakt in het licht van de specifieke, afwijkende doctrines van Jehova's getuigen wordt de vertaling beoordeeld als een "tendentieuze vertaling".

## Vertalers
Hoewel het New World Bible Translation Committee het verzoek deed anoniem te blijven, heeft Raymond Franz (voormalig lid van het Besturend Lichaam) onthuld dat de eerste vertalingen naar het Engels werden gemaakt door Frederick William Franz en dit is bevestigd door nader onderzoek.
In de periode 1963 - 1989 kwam de Nieuwe-Wereldvertaling beschikbaar in tien extra talen. In 1989 werd een Afdeling Vertaaldiensten (Translation Services Department) opgericht op het hoofdkantoor van Jehova's getuigen, onder supervisie van het Schrijverscomité van het Besturend Lichaam. Het doel van deze afdeling was om de snelheid om vertalingen van de Bijbel te verhogen met behulp van computertechnologie. Tot die tijd duurden vertaalprojecten twintig jaar of langer. Onder leiding van de Afdeling Vertaaldiensten kon een vertaling van het Oude Testament worden vervaardigd in slechts twee jaar. Sinds het oprichten van de Afdeling Vertaaldiensten in 1989 is er een aanzienlijke toename geweest in het aantal talen waarin de Nieuwe-Wereldvertaling is verschenen.

## Kenmerken
Naast de vertaalde tekst van de Bijbel, bevat de Nieuwewereldvertaling ruim 125.000 verwijsteksten (kruisverwijzingen) en meer dan 11.400 verklarende voetnoten. Ook bevat deze vertaling een "Index van Bijbelwoorden", een "Index van voetnootwoorden" en een "Appendix" met 43 artikelen. "Aan het einde van het Appendix bevinden zich tabellen over geld, gewichten en maten, de kalendermaanden van de bijbel, alsmede geografische inlichtingen en kaarten van Bijbelse landstreken."
Kenmerkend voor deze vertaling is dat op alle 6973 plaatsen waar in de Hebreeuwse grondtekst voor de naam van God JHWH staat, dit wordt vertaald met "Jehovah", terwijl de meeste andere vertalingen dit weergeven met HEER of HERE. Ook in de vertaling van het Nieuwe Testament wordt "Jehovah" gebruikt, hoewel de Griekse grondtekst die naam niet heeft. De vertaling hanteert niet de gebruikelijke termen "Oude Testament" en "Nieuwe Testament", maar hanteert "Hebreeuws-Aramese Geschriften" en "Christelijke Griekse Geschriften". In een appendix van de vertaling licht het Besturend Lichaam toe dat het de benaming "Oude" en "Nieuwe Testament" als een onjuiste vertaling van 2 Korintiërs 3:14 ziet. Verder is de vertaling ongeveer gelijk aan de Nieuwe Bijbelvertaling, maar verschilt op een paar punten. In onderstaande tabel worden kenmerkende verschillen naast elkaar gezet van gevallen waarbij de vertaling duidelijk is ontstaan vanuit het standpunt van hun leerstellingen:
| Bijbelvers          | Nieuwe Bijbelvertaling | Nieuwewereldvertaling | Toelichting |
| ------------------- | --- | --- | --- |
| Matteüs 26:26-28    | Toen ze verder aten nam Jezus een brood, sprak het zegengebed uit, brak het brood en gaf de leerlingen ervan met de woorden: ‘Neem, eet, dit is mijn lichaam.’ En hij nam een beker, sprak het dankgebed uit en gaf hun de beker met de woorden: ‘Drink allen hieruit, dit is mijn bloed, het bloed van het verbond, dat voor velen wordt vergoten tot vergeving van zonden.’ | Terwijl ze verder aten, nam Jezus een brood. Hij sprak een zegen uit, brak het en gaf het aan de discipelen. Hij zei: ‘Neem dit en eet. Dit betekent mijn lichaam.’ Toen nam hij een beker. Hij sprak een dankgebed uit en gaf hun de beker, terwijl hij zei: ‘Drink hier allemaal uit, want dit betekent mijn “bloed van het verbond”, dat voor velen vergoten zal worden om zonden te vergeven.’ | Om ideeën inzake de transsubstantiatie te vermijden, wordt het Griekse estin ("is") vertaald met "betekent". |
| Lucas 23:43         | Jezus antwoordde: ‘Ik verzeker je: nog vandaag zul je met mij in het paradijs zijn.’ | Hij antwoordde: ‘Ik verzeker je vandaag: jij zult met mij in het paradijs zijn.’ | Jehova's getuigen geloven dat slechts 144.000 door de Heilige Geest "gezalfde" christenen een hemelse opstanding krijgen. In hun exegese werden de eersten daarvan gezalfd met Pinksteren 33 n.Chr. Om deze reden kan Jezus in de ogen van Jehova's getuigen niet bedoeld hebben dat de misdadiger naast hem "vandaag" nog met hem in het paradijs zou zijn en kiezen zij voor de constructie dat Jezus benadrukte dat hij zijn uitspraak "vandaag" deed (en niet gisteren of morgen). |
| Johannes 1:1        | In het begin was het Woord, het Woord was bij God en het Woord was God. | In het begin was het Woord. Het Woord was bij God en het Woord was een god. | Waar in bijna alle andere vertalingen deze tekst door christenen geïnterpreteerd wordt als bewijs dat Jezus Christus God is, is dit met de Nieuwe-Wereldvertaling niet mogelijk. Daarbij hebben Jehova's getuigen zich bij de vertaling van Johannes 1:1 laten leiden door de gedachte dat wanneer er in het Grieks een zelfstandig naamwoord zonder bepalend lidwoord wordt geplaatst voor de persoonsvorm, dit voornamelijk kwalitatief van betekenis is. Er staat in de Nieuwe-Wereldvertaling dan ook niet 'Het Woord was God', maar 'Het Woord was een god', waarbij het geïnterpoleerde "een" in strijd met de zelfopgelegde vertaalregels niet tussen vierkante haken is geplaatst. Deze vertaling komt overeen met de leer van Jehova's getuigen, die geloven dat Jezus Gods eerste schepsel is. |
| Kolossenzen 1:16,17 | Want in Hem is alles geschapen, in de hemel en op de aarde, het zichtbare en het onzichtbare, tronen en hoogheden, heerschappijen en machten. Alles is door Hem en voor Hem geschapen. Hij bestaat vóór alles en alles bestaat in Hem. | Want via hem zijn alle andere dingen in de hemel en op aarde geschapen, de zichtbare en de onzichtbare, of het nu tronen, heersers, regeringen of autoriteiten zijn. Alle andere dingen zijn via hem en voor hem geschapen. Hij bestond vóór alle andere dingen en via hem zijn alle andere dingen tot bestaan gebracht,                                                                           | Het geïnterpoleerde woord "andere" is ook hier niet tussen vierkante haken geplaatst. Ook deze toevoeging hangt samen met het feit dat Jehova's getuigen niet in de Drie-eenheid geloven. De vertaling aanpassen aan de doctrine blijkt ook uit het vertalen van "εν" met "via" in plaats van "in", maar ook "δι(α)" met "via" in plaats van "door" en het weergeven van "Hem" als "hem". |
| 1 Timoteüs 2:3,4    | Dat is goed en welgevallig in de ogen van God, onze redder, die wil dat alle mensen worden gered en de waarheid leren kennen. | Dat is goed en aangenaam in de ogen van God, onze Redder. Het is zijn wil dat alle soorten mensen worden gered en nauwkeurige kennis van de waarheid krijgen. | Waar in bijna alle andere vertalingen uit dit vers de wens van God blijkt alle mensen te redden, wordt dit in de visie van het Besturend Lichaam beperkt tot de wens 'alle soorten mensen' te redden. |

"Er is consequent een uniform systeem van moderne interpunctie gehanteerd. Als uitspraakhulp is bij veel eigennamen een streepje toegevoegd onder de lettergreep waarop de klemtoon valt. Een heel enkele keer is bij een eigennaam een accent boven een klinker geplaatst om de uitspraak aan te geven".

## De Engelse bronversie
De Engelse bronversie (The New World Translation) is stapsgewijs tot stand gekomen. Het Nieuwe Testament van de Nieuwe-Wereldvertaling werd op 2 augustus 1950 op een congres van Jehova's getuigen in het Yankee Stadium (New York) vrijgegeven. De vertaling van het Oude Testament werd in vijf delen vrijgegeven in 1953, 1955, 1957, 1958 en 1960. De volledige Bijbel in één deel volgde in 1961. Het vertaalcomité van de Engelse versie was liever anoniem gebleven, maar de identiteit van de leden is toch uitgelekt. Deze mannen waren geselecteerd op basis van "ervaring" en "roeping" ("gezalfd"), maar van hen kende alleen F.W. Franz een beetje Grieks door zijn (na twee jaar afgebroken) studie alfa-wetenschappen (als voorbereiding tot de opleiding tot presbyteriaans predikant). Ook had hij zichzelf vertrouwd gemaakt met Hebreeuws, maar was daarin niet verder gekomen dan een beginner. De anderen beheersten de grondtalen van de Bijbel in het geheel niet. Tegenwoordig wordt het leeuwendeel van het schrijf- en vertaalwerk gedaan door de gewone leden, de zgn. "andere schapen"; hun tekst wordt door het schrijvers- en uitgeverscomité van het Besturend Lichaam gesanctioneerd.
Voor de eerste versie van het Nieuwe Testament is de Griekse tekst van Westcott en Hort uit 1881 gebruikt. Men heeft bij opeenvolgende revisies (1970; 1984) en ook voor de revisie van de voetnoten in de Studiebijbel, een nieuwe versie van de tekst opgesteld met behulp van de standaardtekst van Nestle-Aland. Het Oude Testament berust op de opeenvolgende edities van de Biblia Hebraica.
Op de Jaarvergadering van het Wachttorengenootschap van 5 oktober 2013 werd een herziene vertaling aangekondigd die op diverse punten een grondige revisie inhoudt ten opzichte van eerdere uitgaven. Passages uit het Nieuwe Testament waarvan de authenticiteit in de ogen van de vertalers twijfelachtig was, werden ook verwijderd.
Medio 2017 werd een sterk herziene versie gepubliceerd. Hierbij werd de naam gewijzigd van Nieuwe-Wereldvertaling van de Heilige Schrift naar Nieuwewereldvertaling van de Bijbel. In deze nieuwe vertaling werd afscheid genomen van veel archaïsmen.

## Van het Engels naar onder meer het Nederlands
De Nederlandse editie is sedert de eerste in 1963 verscheen - net als andere versies in de landstalen - vertaald uit het Engels. Het Besturend Lichaam motiveert dit door erop te wijzen dat op deze manier sneller een vertaling kan worden gemaakt en dat zo een grotere eenheid kan worden bereikt tussen de edities in de verschillende talen. Bij het vertalen wordt eerst een machinevertaling gemaakt, waarna die vernederlandst wordt.
Sommige archaïsche vormen en Hebraïsmen die uitsluitend in de Nederlandse tekst en niet in de Engelse aanwezig waren, zijn mogelijk aanwijzingen dat de Nederlandse versie toch een eigen tekstgeschiedenis heeft. Zo gebruikte de Nederlandse versie het verouderde "Gij", terwijl de Engelse versie niet "Thou" gebruikt, maar "You". Een ander voorbeeld is Exodus 6:12: in de Engelse vertaling luidt de eerste zin: "However, Moses replied to Jehovah", terwijl de Nederlandse vertaling luidde: "Maar Mozes sprak voor het aangezicht van Jehovah en zei" (waarbij de zinsnede 'sprak voor het aangezicht van' werd toegevoegd).

## Nederlandse uitgaven
- 1963: eerste Nederlandse uitgave, uitsluitend de 27 boeken van het Nieuwe Testament
- 1969: inclusief Oude Testament en een herziene vertaling van het Nieuwe Testament
- 1984: herziene uitgave met kruisverwijzingen in een kolom tussen de twee tekstkolommen
- 1988: studie-uitgave met kruisverwijzingen en voetnoten
- 1992: herziene uitgave
- 1995: Spellingbesluit ("nieuwe" spelling) verwerkt
- 2004: herziene uitgave met een iets uitgebreidere uitspraakhulp
- 2017: sterk herziene uitgave — naamswijziging

Geschiedenis van het christendom · christendom van A tot Z